# آدونیا
آدونیا یا آدونیاس سومین پسر داوود و از شاهزادگان اسرائیل بود. بعد از کشته شدن امنون توسط ابشالوم و کشته شدن ابشالوم بعد از شورش علیه داوود، آدونیا به ولیعهد داوود تبدیل شد اما بث‌شبع و ناتان پیامبر، داوود را فریب دادند تا به جای آدونیا، سلیمان را وارث خود کند. بعد از مرگ داوود، سلیمان به سلطنت اسرائیل رسید و مخالفان خود از جمله آدونیا را کشت.

## دیدگاه‌های دینی

### مسیحیت
برخی مسیحیان بر این باورند که داوود قبلاً سوگند خورده بوده تا سلیمان را پس از خود به سلطنت منصوب کند و درنتیجه ناتان سوگند داود در خصوص جانشینی سلیمان را به او یادآوری کرده‌است.